# 津留千彰
津留 千彰（つる ちあき、1956年4月23日 - ）は、鹿児島県出身の元騎手。

## 経歴

### 1970年代
1975年3月1日の中山第2競走4歳未勝利・シャダイマーシャル（15頭中13着）で初騎乗 を果たすが、1年目の同年は10回しか騎乗できず、0勝に終わる。
2年目の1976年に8月14日の函館第6競走4歳未勝利・セブンホープで初勝利 を挙げ、同年はこの1勝に終わるが、3年目の1977年には7月23日の新潟で自身初の1日2勝を記録するなど初の2桁勝利となる10勝をマーク。
1978年には2月4日・5日の東京で初の2日連続勝利を記録し、4月15日・16日の中山、9月2日・3日の新潟でも記録。4月9日の中山第8競走5歳以上オープンではカシュウチカラでプレストウコウ・グリーングラスの菊花賞馬2頭に割って入る2着、安田記念では11頭中10番人気のコウチライデンでニッポーキングに6馬身離されるもカネミカサをハナ差抑えての2着に入り、9月3日には初の特別勝ちも挙げるなど、2年連続2桁で10勝をマーク。
1979年からは1桁台が続くが、1980年の札幌記念ではスプレンダーグラスに騎乗し、2着馬プリテイキャストに5馬身離されるもダービー馬ラッキールーラに先着する3着に入った。

### 1980年代
1981年の北海道3歳ステークスではコウチオウショウでヤマノシラギク・リーゼングロスを抑えて勝利し、重賞初勝利を挙げたと同時に古賀一隆厩舎にも初タイトルをもたらした。
1985年には7年ぶりの2桁となる13勝を挙げ、朝日杯3歳ステークスでは大和田稔厩舎のミヤギオウジャで12頭中12番人気ながらダイシンフブキ・ダイナコスモスに次ぐ4着と健闘。
1986年の京成杯ではミヤギオウジャでニッポーテイオーと共に終始2番手追走も、逃げるダイナフェアリーを捕らえられず、5着同着に終わった。新潟大賞典では12頭中10番人気のベルレンケルで3着に入り、同年には2度目の2年連続2桁で自己最多の14勝をマーク。
1987年の福島記念では条件戦からコンビを組むミスターブランディでユウミロク・ホクトヘリオスを抑えて逃げ切り、6年ぶりの重賞勝利を挙げる。第32回有馬記念では逃げるレジェンドテイオーに競りかけず、2番手に控える展開で予想外のスローペースを演出し、16頭中13番人気ながらカシマウイング・ダイナアクトレス・クシロキング・マックスビューティ・トウカイローマン・タレンティドガール・スダホーク・ダイナガリバーを抑えて5着と健闘。
1988年に新潟で行われたオールカマーでは16頭中12番人気のミスターブランディで逃げてスズパレードの2着に粘り、2年ぶりの2桁となる13勝をマーク。
1989年にはミスターブランディでオールカマーをオグリキャップの3着とし、福島記念ではオースミシャダイ・プレジデントシチーを抑えて人馬共に同レース2勝目を飾った。

### 1990年代
1990年にはフィリーズベストでクイーンカップ3着に入り、1991年には3年ぶりの2桁となる13勝、1993年・1994年には7年ぶりの2年連続2桁で11勝をマーク。
1997年6月28日の福島第9競走グラジオラス賞・ケイアイコレクターで最後の勝利を挙げ、同年11月16日の福島第2競走4歳未勝利・ロッチダンス（16頭中6着）を最後に騎乗が無くなり、1998年2月28日付で現役を引退。

## 騎手成績
| 通算成績 | 1着 | 2着 | 3着 | 4着以下 | 出走回数 | 勝率 | 連対率 |
| -------- | --- | --- | --- | ------- | -------- | ---- | ------ |
| 平地     | 168 | 182 | 181 | 1567    | 2098     | .080 | .182   |

主な騎乗馬
- コウチオウショウ（1981年北海道3歳ステークス）
- ミスターブランディ（1987年・1989年福島記念）